# معاملة المثليين في إندونيسيا
يواجه الأشخاص من المثليين والمثليات ومزدوجي التوجه الجنسي والمتحولين جنسياً (اختصاراً: مجتمع الميم) في إندونيسيا تحديات قانونية واجتماعية لا يواجهها غيرهم من المغايرين جنسيا. يعتبر النشاط الجنسي بين الرجال وبين النساء في إندونيسيا قانونيا. لا يقدر الشركاء والأزواج المثليون على الزواج أو التبني، كما أن المنازل التي يعيش فيها الشركاء المثليون غير مؤهلة للحصول على نفس الحماية القانونية المتاحة للأزواج المغايرين. معظم أجزاء إندونيسيا ليس لديها قانون السدومية ولا تجرّم حاليًا النشاط الجنسي المثلي الخاص وغير التجاري بين البالغين المتوافقين عليها، لكن القانون الإندونيسي لا يحمي مجتمع الميم من التمييز وجرائم الكراهية. في إقليم آتشيه، تعتبر المثلية الجنسية غير قانونية بموجب الشريعة الإسلامية، ويعاقب عليها بالجلد. حاليا، لا تعترف إندونيسيا بزواج المثليين أو الاتحادات المدنية. في يوليو 2015، صرح وزير الشؤون الدينية الإندونيسي بأنه غير مقبول في إندونيسيا، لأن القواعد الدينية الراسخة تتعارض بشدة معها. إن أهمية الوئام الاجتماعي في إندونيسيا تؤدي إلى أهمية الواجبات بدلاً من التأكيد على الحقوق، مما يعني أن حقوق الإنسان إلى جانب حقوق المثليين هشة للغاية. ومع ذلك، فقد أصبح مجتمع الميم في إندونيسيا أكثر وضوحًا ونشاطًا سياسيًا.
نادراً ما يقوم مجتمع الميم في إندونيسيا الإعلان عن توجههم الجنسي إلى العائلة والأصدقاء، لأنهم يخشون الرفض ورد الفعل الاجتماعي. ومع ذلك، هناك بعض الأمثلة النادرة لفهم وقبول العائلة لمجتمع الميم.
على الرغم من سمعة إندونيسيا كدولة إسلامية معتدلة إلى حد ما، في السنوات الأخيرة، اكتسبت الجماعات الإسلامية الأصولية الداعمة للشريعة الإسلامية المزيد من الدعم. ونتيجة لذلك، واجه الأشخاص من مجتمع الميم تزايد العداء والتعصب بما في ذلك الهجمات والتمييز.
في أوائل عام 2016، واجه الأشخاص والنشطاء المثليون في اندونيسيا معارضة شرسة، هجمات ضد المثليين، وخطاب الكراهية، حتى من قبل السلطات الإندونيسية. في فبراير/شباط 2016، حثت هيومن رايتس ووتش الحكومة الإندونيسية على الدفاع عن حقوق المثليين وإدانة التصريحات التمييزية للمسؤولين.
في عام 2017، حُكم على شابين مثليين (تتراوح أعمارهم بين 20 و 23 عامًا) بالجلد أمام الجمهور في إقليم آتشيه. في عام 2017، شنت الشرطة مداهمات متعددة على عدة ساونات للمثليين بذريعة الجرائم المتعلقة بالإباحية. في مايو 2017، تم القبض على 141 رجلاً بسبب «حفلة مثلية» في العاصمة جاكرتا. حدثت مداهمة أخرى في أكتوبر 2017، عندما داهمت الشرطة الإندونيسية ساونا في وسط جاكرتا مشهورة للرجال المثليين، واعتقلت 51 شخصًا. أدى التفسير الواسع لقانون المواد الإباحية، إلى جانب تقاعس الحكومة، عن تمكين الشرطة من استخدامه في استهداف المثليين.

## قانونية النشاط الجنسي المثلي
في الوقت الحالي، على عكس ماليزيا المجاورة، لا يوجد في إندونيسيا قانون السدومية على وجه التحديد. لا يحظر القانون الجنائي الوطني العلاقات الجنسية المثلية الخاصة غير التجارية بين البالغين المتوافقين. فشل مشروع قانون وطني لتجريم المثلية، جنبا إلى جنب مع المساكنة، الخيانة الزوجية وممارسة السحر، في عام 2003، ولم يتم تقديم أي مشروع قانون لاحق.
تسمح إندونيسيا لحكوماتها الإقليمية بوضع قوانين إسلامية معينة، مثل العقوبات الجنائية على المثلية الجنسية. توجد هذه العقوبات المحلية في إقليم آتشيه. تجرم اللوائح الأفعال الجنسية المثلية بالتراضي؛ تسمح هذه القوانين الجنائية المرتكزة على الشريعة بعقوبة تصل إلى 100 جلدة أو ما يصل إلى 100 شهر في السجن. بسبب العلاقات الجنسية المثلية بالتراضي. في مايو 2017، حُكم على شابين مثليين، تتراوح أعمارهما بين 20 و 23 عامًا، في إقليم آتشيه، بالجلد بالعصا علنيا 85 جلدة بسبب ممارسة الجنس بالتراضي على انفراد.
تسمح إندونيسيا العلاقات الجنسية المثلية الخاصة وتوافقية منذ 1993, بعمر 18 عامًا.
لا يعالج الدستور بشكل واضح التوجه الجنسي أو الهوية الجندرية. ويضمن لجميع المواطنين الحقوق القانونية المختلفة، بما في ذلك المساواة أمام القانون، وتكافؤ الفرص، والمعاملة الإنسانية في مكان العمل، والحرية الدينية، وحرية الرأي، والتجمع السلمي، وتكوين الجمعيات. هذه الحقوق القانونية مقيدة بشكل صريح بالقوانين المصممة لحماية النظام العام والأخلاق الدينية.
في حين أن المثلية الجنسية في حد ذاتها قانونية، فقد اتخذت الحكومة خطوات معينة لفرض رقابة على الأفلام والمحتوى الإعلامي الآخر الذي يعتبر أنه «يشجع» المثلية الجنسية. في عام 2016، أعلنت الحكومة عن خطط لحظر العديد من مواقع المثليين وتطبيقات الكمبيوتر.

### الدعوات إلى التمييز والتجريم
جاءت أقوى معارضة ضد الاعتراف بحقوق المثليين في إندونيسيا من قبل السلطات الدينية وجماعات الضغط، وخاصة المنظمات الإسلامية. أصدر مجلس العلماء الإندونيسي (باللغة الإندونيسية: Majelis Ulama Indonesia) بيانًا، وصم السكان من مجتمع الميم من خلال إعلانهم «منحرفين» وإهانة ل«كرامة إندونيسيا».
في عام 2002، منحت الحكومة الإندونيسية إقليم آتشيه الحق في تطبيق الشريعة، وإن كان ذلك فقط للمسلمين المقيمين. بدأت آتشيه في سن قانون مستندة إلى الشريعة معاد للمثليين يعاقب أي شخص يقبض عليه في علاقة جنسية مثلية مع 100 جلدة. تم وضع القانون موضع التنفيذ بحلول نهاية عام 2015. ومن الأمثلة الأخرى على ذلك مدينة فلمبان التي أدخلت السجن والغرامات كعقوبات على ممارسة الجنس المثلي (على الرغم من إلغاء القوانين اعتبارًا من عام 2020 ). بموجب القانون، يتم تعريف المثلية الجنسية على أنه «عمل دعارة ينتهك قواعد الحشمة المشتركة والدين والقواعد القانونية التي تنطبق على الحكم المجتمعي.» تُعرَّف الأفعال التالية بأنها أعمال دعارة: الجنس المثلي، الجنس المثلي بين النساء، والسدومية، والتحرش الجنسي، وغيرها من الأعمال الإباحية.
في مارس 2015، أصدر مجلس العلماء الإندونيسي فتوى دينية، دعا فيها لعقاب النشاط الجنسي المثلي بالجلد بالعصا، وفي بعض الحالات، عقوبة الإعدام. تعتبر الفتوى أن المثلية الجنسية مرض قابل للشفاء وتقول إن النشاط الجنسي المثلي «يجب أن يُعاقب بشدة».
رفض مجلس النواب الإندونيسي إقرار قانون عقوبة الإعدام ضد المثلية الجنسية، مشيرًا إلى أنه من المستحيل تمامًا تنفيذ هذه السياسة في إندونيسيا. قال مجلس النواب الإندونيسي أن فتوى مجلس العلماء الإندونيسي لا تُستخدم إلا كإرشاد أخلاقي لأتباعهم، وليس كقانون إيجابي يتمتع بسلطة قانونية لا تملكها إلا الدولة.
في مارس 2016، في أعقاب المشاعر المتصاعدة المناهضة للمثليين والمثليات ومزدوجي التوجه الجنسي والمتحولين جنسيا والتي بدأت في أوائل عام 2016، اقترحت أحزاب إسلامية مثل حزب العدالة والرفاهية وحزب الاتحاد والتنمية مشروع قانون معاد للمثليين لتجريم نشاط حقوق المثليين والعلاقات المثلية. أدلى العديد من السياسيين بتصريحات ضد مجتمع الميم في الأشهر الأخيرة.
في أواخر نوفمبر 2016، أبلغت جبهة المدافعين الإسلاميين الشرطة في جاكرتا أن هناك «حفلة جنسية». ثم داهمت الشرطة تجمع المثليين، متهمة الرجال بانتهاك القانون الوطني ضد المواد الإباحية، والذي تم كتابته على نطاق واسع.
في 21 مايو 2017، اعتقلت الشرطة 144 شخصًا في مداهمة على ساونا للمثليين، «أطلانطس جيم جاكرتا» (بالإنجليزية: Atlantis Gym Jakarta)‏. أصدر مجلس العلماء الإندونيسي بيانًا مفاده أن هذا النوع من النشاط في ساونا المثليين يمثل تجديفًا على الدين وإهانة للثقافة الإندونيسية. «أي نوع من المنطق الذي يمكن أن يقبل هذا النوع من الانحراف الجنسي، حتى الحيوانات ليست مثلية. وهذا لا يتعلق بوضوح بالمساواة»، كما ذكر رئيس قسم القانون في مجلس العلماء الإندونيسي وقد أدلى بتصريحاته في وقت سابق من نفس الشهر، تم اعتقال 14 رجلاً في «حفلة مثلية» في سورابايا.
في 14 ديسمبر 2017، حكمت المحكمة الدستورية في إندونيسيا في حكم 4 قضاة لصالح مقابل 4 قضاة ضد (4-5) لرفض التماس قدمه «تحالف حب الأسرة» الذي سعى إلى تعديل القانون الجنائي الاندونيسي لجعل الجنس المثلي والجنس خارج إطار الزواج غير قانوني. كانت هناك ثلاث مواد في القانون الجنائي الإندونيسي قُدم فيها طلب للمراجعة، وهي المادة 248 المتعلقة بالزنا، والمادة 285 المتعلقة بالاغتصاب، والمادة 292 الخاصة بإساءة معاملة الأطفال.
بموجب المادة 292 من القانون الجنائي، يعتبر الاعتداء الجنسي على الأطفال جريمة، سواء كانت ضد ولد أو ضد بنت. سعى الملتمسون إلى محو مصطلح «دون السن القانونية» في المادة 292، من أجل تجريم جميع السلوكيات الجنسية المثلية من جميع الأعمار، بما في ذلك بين البالغين المتوافقين على ذلك. مما يعني أن الملتمس سعى لتجريم المثليى الجنسية. رفضت المحكمة تعديل القانون، ورأت أن القضية كانت مسألة تتعلق بمجلس الهيئة التشريعية الاندونيسية .
منذ يناير 2018، كجزء من مراجعة القانون الجنائي، يعمل المشرعون على مشروع قانون جنائي جديد. على الرغم من الانتقادات الدولية ومخاوف منظمات حقوق الإنسان، إذا تم إقراره، فإن القانون سيجرم ممارسة الجنس بالتراضي بين شخصين غير متزوجين، والمساكنة، والخيانة الزوجية والاغتصاب. كما أنه سيجعل المثليين والمثليات ومزدوجي التوجه الجنسي والمتحولين جنسيا بمثلون أمام المحكمة بسبب توجههم الجنسي.

## الاعتراف القانوني بالعلاقات المثلية
لا يعترف القانون الإندونيسي بزواج المثليين، الاتحادات المدنية أو الشراكات المنزلية.

## التبني وتنظيم الأسرة
يعتبر الأزواج المثليون غير مؤهلين لتبني طفل في إندونيسيا. يمكن فقط للأزواج المتزوجين المغايرين التبني.

## الحماية من التمييز
في عام 2019، لا يزال لا يوجد قانون لحماية مواطني إندونيسيا من التمييز أو المضايقة على أساس توجههم الجنسي أو هويتهم الجندرية. بدأت الوكالات الحكومية ببطء في سن سياسات مناهضة للتمييز. ألغى مكتب المدعي العام مؤخرًا عرض عملا عامًا يعلن أن الأشخاص من مجتمع الميم لا يحتاجون إلى تقديم طلب بسبب الجنون العقلي بعد تلقيهم المشورة من اللجنة الوطنية لحقوق الإنسان.
في مارس 2019، رفع ضابط سابق في الشرطة الإندونيسية يبلغ من العمر 30 عامًا يُعرف باسم «تي تي»، دعوى ضد شرطة المقاطعة زعم فيها حدوث انتهاك للقانون المتعلق بالتمييز الذي يزعم أنه طُرد من المثليين، بعد أن قام زملاؤه بالإعلان قسرا عن توجهه الجنسي عليه وشريكه. كما قدم شكوى إلى لجنة حقوق الإنسان. في مايو 2019، رفضت المحكمة الدعوى. وقال محاميه إن لجنة القضاة قررت أنهم لا يستطيعون مواصلة النظر في القضية لأن تي تي كان ينبغي أن يستأنف فصله أولاً إلى السلطات داخل شرطة جاوا الوسطى عندما تلقى خطاب فصله قبل اللجوء إلى رفع دعوى.
على الرغم من أن إندونيسيا لا تتمتع صراحة بحماية من التمييز المنصوص عليها في الدستور الإندونيسي، فقد أصدرت سلطات الشرطة الإندونيسية قرارًا تعميمًا منذ عام 2015 بأنها ستعالج أي خطاب يحض على الكراهية يتعلق بالتوجهات الجنسية والهوية الجندرية.
وبالمثل، تنص لائحة رئيس الشرطة الوطنية لجمهورية إندونيسيا رقم 8 لعام 2009 على واجب الشرطة في حماية الحقوق الخاصة لمجموعات الأقليات، بما في ذلك ما يتعلق بالميل الجنسي. على الرغم من أن سلطات الشرطة الإندونيسية لا تطيعها دائمًا.

## الهوية الجندرية والتعبير عنها
تعتبر هوية المتحولين جنسيا (وتسمى أيضا «واريا» (باللغة الإندونيسية: waria) منذ فترة طويلة جزء من الثقافة الإندونيسية والمجتمع. في حين أن الأشخاص المتحولين جنسياً في إندونيسيا مقبولون عمومًا أكثر من المثليين والمثليات ومزدوجي التوجه الجنسي، فقد واجهوا في السنوات الأخيرة تمييزًا ورفضًا متزايدًا، معظمهم من الجماعات الإسلامية الداعمة للشريعة، والتي أصبحت أكثر شيوعًا في إندونيسيا.
إن حالة ترانسفستايت أو المتحولين جنسياً أو غيرهم من المتحولين جندرياً في إندونيسيا معقدة. لا تعد شهوة الملابس المغايرة غير قانونية في حد ذاتها، ويتم منح بعض التسامح العام لبعض الأشخاص المتحولين جنسياً الذين يعملون في صالونات التجميل أو في صناعة الترفيه، وأبرزها المضيف الحواري الشهير دورسي غمالاما. يُسمح للأشخاص المتحولين جنسياً بتغيير جنسهم القانوني في الوثائق الرسمية بعد خضوعهم لجراحة إعادة تحديد الجنس وبعد الحصول على موافقة القاضي. الأفراد الذين خضعوا لمثل هذه الجراحة في وقت لاحق قادرون على زواج المغايرين.
يعتبر التمييز والمضايقة وحتى العنف الموجه ضد المتحولين جنسياً منتشرا. لا يحمي القانون الإندونيسي الأشخاص المتحولين جنسياً من التمييز أو المضايقة. غالبًا ما يجد الأشخاص المتحولون جنسياً الذين لا يخفون هويتهم الجنسية صعوبة في الحفاظ على عمل شرعي، وبالتالي يجبرون في الغالب على ممارسة الدعارة وغيرها من الأنشطة غير القانونية للبقاء على قيد الحياة.
قضى مجلس العلماء الإسلاميين الإندونيسيين بأن الأشخاص المتحولين جنسياً يجب أن يعيشوا في الجنس الذي وُلدوا فيه. وقال أحد أعضاء المجلس "إذا لم يكونوا مستعدين لعلاج أنفسهم طبيا ودينيا، فيجب أن يكونوا على استعداد" لقبول مصيرهم للسخرية والمضايقة".
في عام 2012، تقدمت يولي ريتوبلاوت، البالغة من العمر خمسين عامًا ووهي شخص متحول جنسياً ومربية الرئيس الأمريكي باراك أوباما لمدة عامين، بطلب علني لتكون رئيسة اللجنة الوطنية لحقوق الإنسان في البلاد. يوجد في مدينة يوغياكارتا المدرسة الوحيدة للأشخاص المتحولين جنسياً في العالم.
في يناير 2018، تم القبض على نساء متحولات جنسيا، وتم تجريدهن من ملابسهن، وحلق رؤوسهن، وتم إذلالهن علنا في إقليم آتشيه. وفي وقت لاحق مارس 2018، أعلنت الوكالة الاجتماعية في جاكرتا الأشخاص من واريا بكونهم مختلين اجتماعيا. ذكرت المصادر أن «الوكالة قامت بانتظام بمداهمات ضد النساء المتحولات جنسيا». وتأخذ الأفراد المتحولين وتعتقلهم وكالة لي مراكز مملوكة للمدينة ل«إعادة التأهيل»، حيث يتم سجنهم، جنبا إلى جنب مع الناس بلا مأوى، المتسولين، والموسيقيين المتجولين في الشوارع، ويتم إصدارها فقط في حالة استلام مستندات تفيد بعدم وجود تشرد وتوقيع بيان حيث يعد الفرد بعدم تكرار «جريمته». صرح المسؤولون أن هذا يتم لإحداث رادع ضد المتحولين جنسياً، وأن الانتهاكات المستمرة ستؤدي إلى عقوبة السجن.

## ظروف الحياة
تعتبر إندونيسيا البلد الذي فيه أكبر عدد سكان من المسلمين في العالم حيث يعتبر 86% من مواطنيها أنفسهم مسلمين. تعني سياسة الأسرة التي تتبعها السلطات الإندونيسية، والضغط الاجتماعي للزواج والدين أن المثلية الجنسية غير مدعومة بشكل عام. يعارض كل من المسلمين الحداثيين والتقليديين وكذلك الجماعات الدينية الأخرى مثل المسيحيين، وخاصة الروم الكاثوليك، المثلية الجنسية عمومًا. العديد من الجماعات الأصولية الإسلامية مثل الجبهة الدفاعية الإسلامية ومنتدى بيتاوي معادية بشكل صريح للأفراد من مجتمع الميم من خلال مهاجمة منازل أو عمل من يعتقدون أنهم يشكلون تهديدًا لقيم الإسلام.
يتم التمييز الصريح ورهاب المثلية العنيف بشكل أساسي من قبل المتطرفين الدينيين، بينما يحدث التمييز الدقيق والتهميش في الحياة اليومية بين الأصدقاء أو العائلة أو في العمل أو المدرسة. غالبًا ما يعاني مجتمع الميم من إساءة المعاملة على أيدي الشرطة، لكن من الصعب التوثيق بسبب رفض الضحايا الإدلاء بأقوالهم بسبب نشاطهم الجنسي. غالبًا ما يتم إلقاء القبض على المثليين أو توجيه تهم إليهم بسبب توجههم الجنسي. غالبًا ما يتعرض المثليون جنسياً في السجون للاعتداء الجنسي بسبب توجههم الجنسي، وغالبًا لا يبلغون عن ذلك بسبب تعرضهم للصدمات النفسية والخوف من إعادتهم إلى السجن لتعرضهم لمزيد من الإساءات.
تتمتع إندونيسيا بسمعة طيبة كدولة إسلامية معتدلة ومتسامحة نسبيًا، وهو ما يطبق قليلا على مجتمع الميم. هناك بعض الأشخاص من مجتمع الميم في وسائل الإعلام وقد سمحت الحكومة الوطنية بوجود مجتمع للميم سري، والذي ينظم أحيانًا مناسبات عامة. ومع ذلك، تميل الأعراف الاجتماعية الإسلامية المحافظة إلى الهيمنة داخل المجتمع الأوسع.تظل المثلية الجنسية والتحول الجنسي من المحرمات، ويصبح الأشخاص المثليون والمثليات ومزدوجو التوجه الجنسي ووالمتحولون جنسيا أهدافًا بشكل دوري للجماعات المتطرفة.
في يناير 2018، قامت شرطة آتشيه بمداهمة صالون بدعم من حكومة أتشيه المتمتعة بالحكم الذاتي. قامت الشرطة بتعذيب جميع مواطني مجتمع الميم داخل مبنى صالون الشعر، وحلقوا رؤوس النساء المتحولات جنسياً، وجردوهم من قمصانهم وحمالات الصدر، وقاموا بعرضهم في الشارع أثناء إجبارهم على الصراخ «ليصبحوا رجالًا». تم انتقاد ذلك من قبل منظمات حقوق الإنسان في جميع أنحاء العالم.

### الإعلام
يحظر قانون مكافحة المواد الإباحية النشاط الإباحي (2006) «... أي كتابة أو عرض سمعي وبصري - بما في ذلك الأغاني والشعر والأفلام واللوحات والصور التي تظهر أو تقترح العلاقات الجنسية المثلية» يمكن تغريم من ينتهكون القانون أو الحكم عليهم بالسجن لمدة تصل إلى 7 سنوات. ومع ذلك، فإن وسائل الإعلام تمنح الآن المثلية الجنسية تغطية إعلامية أكبر في إندونيسيا.
في فبراير 2016، اشتد الخطاب والمناقشات العامة حول قضايا المثلية الجنسية ومجتمع الميم مع حدوث حالات بارزة في حالات سوء السلوك المثلي المزعوم، والتي تشمل المشاهير الإندونيسيين. أولاً، اتهم إندرا بيكتي عدة رجال بمقاربته ومضايقته جنسيا. تليها حالة المغني سيف جميل، الذي تم تسميته كمشتبه به في اعتداء جنسي على أحد محبيه من الرجال دون السن القانونية.
حتى وقت قريب، كان تصوير الأشخاص من مجتمع الميم مرئيًا تمامًا في وسائل الإعلام الإندونيسية، خاصةً في التلفزيون، حيث كانت الشخصيات التلفزيونية الشهيرة والمضيفون والفنانون والمشاهير ذوي السلوكيات المتأنثة، أو حتى من ذوي شهوة الملابس المغايرة، شائعين جدًا في البرامج التلفزيونية الإندونيسية. ومع ذلك، بعد الفضائح الجنسية المثلية المزعومة التي تنطوي على المشاهير الإندونيسيين، في مارس 2016، شددت لجنة الإذاعة الوطنية على سياسة تحظر البرامج التلفزيونية والإذاعية التي تجعل سلوك مجتمع الميم «طبيعيًا»، قائلة إن هذا كان لحماية الأطفال والمراهقين الذين «عرضة لتقليد سلوكيات المثليين المنحرفين». هذا يعني أن شركات البث، وخاصة محطات التليفزيون، لا تشجع على تقديم شخصيات متانثة أو أشخاص متحولين جنسياً أو يرتدون ملابس مغايرة في برامجهم، على الرغم من أن هذه الممارسات كانت شائعة في السابق في البرامج التليفزيونية الإندونيسية، وخاصة عروض البرامج التلفزيونية وعروض الكوميديا.

### آراء الأحزاب السياسية
تظل معظم الأحزاب السياسية الرئيسية والسياسيين صامتين في قضية حقوق المثليين. تعادي الأحزاب الإسلامية حزب العدالة والرفاهية وحزب الاتحاد والتنمية بقوة ضد حقوق المثليين، وذهب أيضا على اقتراح مشروع قانون وطني لتجريم المثليين. في مارس 2016، اقترحت حزب العدالة والرفاهية وحزب الاتحاد والتنمية مشروع قانون لمكافحة نشاط المثليين ولتجريم نشاط النشاط الجنسي المثلي، على الرغم من مشاركة حزب الأمانة الوطنية للمشاعر المعادية للمثليين مع حزب العدالة والرفاهية وحزب الاتحاد والتنمية، ومع ذلك، فقد طلب من الناس عدم التمييز ومضايقة مجتمع الميم. ولكن في المقابل، حث الناس مجتمع الميم على عدم تعزيز حقوق المثليين في إندونيسيا.
حاليًا، لم يدعم أي حزب سياسي في إندونيسيا حركة حقوق المثليين. ومع ذلك، في أكتوبر 2016، صرح رئيس إندونيسيا جوكو ويدودو بأنه مدافع عن حقوق المثليين وأن يجب أن يكون لمجتمع الميم الحق في عدم التمييز ضدهم. أيضًا، تعاطف بعض السياسيين من الحزب الديمقراطي الإندونيسي للنضال وحزب حزب نهضة الوطن المحافظ في دعم حقوق المثليين. ذكر الحزب الديمقراطي الإندونيسي للنضال كذلك أنه كحزب تعددي، يمكنه قبول وجود أشخاص من مجتمع الميم. على الرغم من أنه يعتبر سلوكًا منحرفًا، إلا أن الحزب الديمقراطي الإندونيسي للنضال حث الناس على التسامح مع مجتنع الميم وألا تثير المشاعر العدائية ضدهم.

## حراك حقوق المثليين في إندونيسيا
في عام 1982، تم تأسيس أول مجموعة حقوق مثلي الجنس في إندونيسيا. نشأت «لامدا إندونيسيا» (بالإنجليزية: Lambda Indonesia)‏ وغيرها من المنظمات المماثلة في أواخر ثمانينيات وتسعينيات القرن العشرين. اليوم، تعتبر «غايا نوسانتارا» (باللغة الإندونيسية: GAYa NUSANTARA) و «أروس بيلانغي» (باللغة الإندونيسية: Arus Pelangi) من بين أكبر جمعيات المثليين في البلاد.
تعد حركة المثليين في إندونيسيا واحدة من أقدم وأكبر حركة في جنوب شرق آسيا. تضمنت أنشطة لامدا إندونسيا تنظيم التجمعات الاجتماعية، ورفع الوعي وإنشاء رسالة إخبارية، لكن انقطع نشاط المجموعة في التسعينيات. غايا نوسانتارا هي مجموعة لحقوق المثليين تركز على قضايا المثلية الجنسية مثل الإيدز. المجموعة الأخرى هي «ياياسان سريكاندي سيجاتي» (باللغة الإندونيسية: Yayasan Srikandi Sejati)، التي تأسست في عام 1998. تركيزها الرئيسي هو القضايا الصحية المتعلقة بالأشخاص المتحولين جنسياً ويشمل عملهم تقديم المشورة بشأن فيروس نقص المناعة البشرية/الإيدز والواقي الذكري المجاني للعاملين في مجال الجنس المتحولين جنسياً في عيادة صحية مجانية. يوجد الآن أكثر من ثلاثين منظمة للمثليين في إندونيسيا.
استضافت يوغياكارتا، في إندونيسيا، قمة عام 2006 حول حقوق المثليين والتي أنتجت مبادئ يوغياكارتا حول تطبيق القانون الدولي لحقوق الإنسان فيما يتعلق بالتوجه الجنسية والهوية الجندرية. ومع ذلك، قوبلت قمة في مارس 2010 في سورابايا بإدانة من مجلس العلماء الاندونيسيين وتم تعطيلها من قبل متظاهرين محافظين.
بحلول عام 2015، كان لانتصار حركة حقوق المثليين في الدول الغربية آثار كبيرة في إندونيسيا. نظرًا لأن العديد من الدول الغربية المؤثرة قامت بتشريع زواج المثليين منذ عام 2011، فإن قضية حقوق المثليين قد جذبت انتباه ووعي الجمهور العام في إندونيسيا وأثارت الخطاب العام. انقسم الرأي العام إلى عدة مواقف، وكان رد الفعل في الأساس غير إيجابي. أدانت العناصر اليمينية في السياسة الإندونيسية، وخاصة الأحزاب السياسية والمنظمات الدينية، حقوق المثليين. جادل البعض بأن إندونيسيا حاليًا تحت تهديد «دعاية» المثليين العالمية، والتي تشجع على «نمط حياة المثليين». أصبح زواج المثليين أو الاتحاد المدني القضية الرئيسية التي نوقشت على الجمهور فيما يتعلق بحقوق المثليين، على الرغم من أن ناشطي المثليين جنسياً يقولون إنهم لا يناضلون حاليًا من أجل زواج المثليين، ولكنهم ببساطة يسعون إلى الحقوق الإنسانية الأساسية للأمن، والتحرر من الخوف وحرية التجمع.
يصور كوميكس ألبانتوني شخصية إندونيسية مثلية الجنس تواجه المشاعر معادية للمثليين. اغلقت السلطات الإندونسية الحساب في وقت لاحق من إنستغرام. ولكنه تمكن من ارجاعه في وقت لاحق.

### فيروس نقص المناعة البشرية/الإيدز
لا توجد مبادئ توجيهية قانونية تتعلق بفيروس نقص المناعة البشرية/الإيدز، رغم أن الإيدز يمثل مشكلة كبيرة في معظم بلدان المنطقة. يمكن أن يُمنع الأشخاص المصابون بفيروس نقص المناعة البشري الذين يسافرون إلى إندونيسيا من الدخول أو التهديد بالحجر. بسبب نقص التربية الجنسية في المدارس الإندونيسية، هناك القليل من المعرفة بهذا المرض بين عامة السكان. ومع ذلك، تقدم بعض المنظمات التثقيف الجنسي، رغم أنها تواجه عداءً مفتوحًا من قبل السلطات المدرسية. في بداية حركة حقوق المثليين في إندونيسيا، ركزت منظمات المثليين بشكل خاص على القضايا الصحية التي أدت إلى اعتقاد الجمهور بأن الإيدز «مرض للمثليين» وأدى إلى وصم المثليين.

### المعارضة
تقليديًا، يتسامح الإندونيسيون تمامًا مع المثليين الذين يبقون سريين ويبقون متحفظين حيال حياتهم الخاصة. ومع ذلك، لا يمتد هذا المستوى من التسامح نحو حركات حقوق المثليين، والتي واجهت إدانة شديدة في المجال العام من السلطات الإندونيسية. بدأت موجة من الخطاب المعادي للمثليين في يناير 2016 عندما قال وزير التعليم العالي محمد ناصر إنه يجب منع الأشخاص من مجتمع الميم من الجامعات. دعا الوزير إلى فرض حظر على مجموعات المثليين في الحرم الجامعي، بعد أن أنشأت مجموعة من طلاب جامعة إندونيسيا مجموعة لتقديم المشورة والدعم تسمى مجموعة الدعم ومركز الموارد حول الدراسات الجنسية. كان من المفترض أن تكون المجموعة بمثابة خدمة استشارية ومركز موارد ومجموعة دعم حول القضايا الجنسية والجندرية، وخاصة للشباب والطلاب المثليين الذين يعانون غالبًا من الانتهاكات والمضايقات والعنف والتمييز فيما يتعلق بالجندر والجنس. ترى مجموعة الدعم ومركز الموارد حول الدراسات الجنسية الأشخاص من مجتمع الميم كبشر يحتاجون إلى صديق وحماية. أوضحت المجموعة، التي سعت إلى الدفاع عن أولئك الذين يعانون من العنف القائم على الجندر، أنهم لا «يديرون» أو «يشجعون» الناس على أن يكونوا مثليين، كما أنهم لم يحاولوا «علاج» المثليين. في خضم حرارة القضية، رفضت جامعة إندونيسيا أن تتحمل مسؤولية تصرفات مجموعة الدعم ومركز الموارد حول الدراسات الجنسية وأعلنت أن المجموعة ليست منظمة طلابية مسجلة رسميًا. ضغط مسؤول آخر على خدمات الرسائل الفورية الخاصة بالهواتف الذكية لإسقاط الرموز التعبيرية عن المثليين، مما دفع إحدى الشركات إلى الامتثال.
عمومًا، تدين السلطات الدينية في إندونيسيا الأفعال الجنسية المثلية وتعارض بشدة حركة حقوق المثليين. وجاءت أقوى معارضة من جماعات ذات أغلبية إسلامية، حيث دعا مجلس العلماء في إندونيسيا، أكبر هيئة إسلامية في البلاد، إلى تجريم المثلية الجنسية. أعربت مجموعات دينية أخرى، مثل المسيحية وتحديدا الكاثوليكية الرومانية، عن رفضها لحقوق المثليين في إندونيسيا. أكدت السلطات الكاثوليكية الإندونيسية مجددًا أن الكاثوليكية لا تعترف بزواج المثليين ولكنها أكدت أنه على الرغم من تجاوزاتها المتصورة، يجب حماية الأشخاص من مجتمع الميم وعدم إلحاق الأذى بهم.
تصنف الجمعية الإندونيسية للطب النفسي المثلية الجنسية وازدواجية التوجه الجنسي والتحول الجنسي كاضطرابات عقلية. بالإشارة إلى القانون رقم 18/2014 بشأن الصحة العقلية والمبادئ التوجيهية لتشخيص الصحة العقلية والاضطرابات العقلية للجمعية، تصنف الجمعية الإندونيسية للطب النفسي الإندونيسيين المثليين ومزدوجي التوجه الجنسي على أنهم «أشخاص يعانون من مشاكل نفسية» والأشخاص المتحولون جنسياً على أنهم «مضطربون عقليا».
استخدمت بعض الشخصيات العسكرية خطاب نظرية المؤامرة. وصف وزير الدفاع رياميوارد رياكودو حركة المثليين بأنها «حرب بالوكالة» لغسيل دماغ الإندونيسيين، وادعى أنها تلقت «تمويلًا أجنبيًا»، وأشار إلى أموال من منظمات الأمم المتحدة مثل برنامج الأمم المتحدة المشترك لفيروس نقص المناعة البشرية/الإيدز أو الحكومات والمؤسسات الغربية.
حدثت بعض حوادث مضايقة للمثليين. تعمل مجموعات المثليين على إنشاء منازل آمنة ووضع خطط للإخلاء في حالة الحاجة. في يوغياكرتا، في فبراير/شباط 2016، تعرضت الشرطة لـ23 ناشطًا من المثليين، وأبلغوا وسائل الإعلام المحلية بأنهم منعوهم من تنظيم تجمع حاشد لتجنب اشتباك مع جماعة إسلامية متشددة تنظم مظاهرة مناهضة للمثليين.
من ناحية أخرى، وسط أعمال القتال العنيفة، دافع بعض المسؤولين - بمن فيهم حاكم جاكرتا السابق باسوكي تجاهاجا بورناما ووزير الشؤون السياسية والقانونية والأمنية السابق لوهوت بنسار بانجيتان - عن مجتمع الميم. وقال بانجيتان «بغض النظر عمن يكونوا ، أينما كانوا، فإنهم مواطنون إندونيسيون. لهم الحق في الحماية أيضًا». حُكم على الحاكم باسوكي فيما بعد بالسجن لمدة عامين بتهمة «التجديف على الإسلام»، لأنه مسيحي. كما أعرب الرئيس جوكو ويدودو عن تأييده لحقوق المثليين وطالب بإنهاء التمييز.
في عام 2018، أقرت مدينة باريامان في جزيرة سومطرة لائحة لتغريم سكانها المثليين والمتحولين جنسيا مليون روبية إندونيسية (70 دولار أمريكي) لإزعاج «النظام العام» ويحظر تنظيم «أعمال غير أخلاقية» بين الشركاء المثليين ويمنعون السكان من «التصرف كمتحولين جنسياً» علنا، وقد اتخذت عدة مدن في مقاطعة سومطرة الغربية خطوات لتهميش مجموعات المثليين.
في يونيو 2019، وصف رئيس هيئة تنظيم الأسرة والأسرة في إندونيسيا نوفريجال المواطنين من مجتمع الميم بأنه «العدو الرئيسي للتنمية الوطنية».

## الرأي العام
وفقًا لاستطلاع عام 2017 أجرته المؤسسة الدولية للمثليين والمثليات ومزدوجي التوجه الجنسي والمتحولين جنسيا وثنائيي الجنس، وافق 32% من الإندونيسيين على أن المثليين والمثليات ومزدوجي التوجه الجنسي يجب أن يتمتعوا بنفس الحقوق التي يتمتع بها الأشخاص المغايرون، بينما لم يوافق 47% على ذلك. بالإضافة إلى ذلك، وافق 37% على وجوب حمايتهم من التمييز في مكان العمل. قال 38% من الإندونيسيين إن الأشخاص الذين تربطهم علاقات جنسية مثلية يجب أن يعاملوا كمجرمين، بينما عارض 36% ذلك. أما بالنسبة للمتحولين جنسياً، فقد وافق 49% على أنه ينبغي لهم التمتع بنفس الحقوق، واعتقد 55% أنه يجب حمايتهم من التمييز في العمل واتعقد 41% أنه ينبغي السماح لهم بتغيير جنسهم القانوني.

## ملخص
| نفس النشاط الجنسي                                                                             | Yes                                 | (قانوني على الصعيد الوطني ، باستثناء إقليم آتشيه ) |
| المساواة في السن القانوني للنشاط الجنسي                                                       | Yes                                 |                                                    |
| قوانين مكافحة التمييز في التوظيف                                                              | No                                  |                                                    |
| قوانين مكافحة التمييز في توفير السلع والخدمات                                                 | No                                  |                                                    |
| قوانين مكافحة التمييز في جميع المجالات الأخرى (تتضمن التمييز غير المباشر، خطاب الكراهية)      | Yes                                 |                                                    |
| قوانين مكافحة أشكال التمييز المعنية بالهوية الجندرية                                          | No                                  |                                                    |
| زواج المثليين                                                                                 | No                                  |                                                    |
| الاعتراف القانوني بالعلاقات المثلية                                                           | No                                  |                                                    |
| تبني أحد الشريكين للطفل البيولوجي للشريك الآخر                                                | No                                  |                                                    |
| التبني المشترك للأزواج المثليين                                                               | No                                  |                                                    |
| يسمح للمثليين والمثليات ومزدوجي التوجه الجنسي والمتحولين جنسيا بالخدمة علناً في القوات المسلحة | No                                  |                                                    |
| الحق بتغيير الجنس القانوني                                                                    | (يتطلب جراحة وموافقة قضائية)        |                                                    |
| علاج التحويل محظور على القاصرين                                                               | No                                  |                                                    |
| الحصول على أطفال أنابيب للمثليات                                                              | No                                  |                                                    |
| الأمومة التلقائية للطفل بعد الولادة                                                           | No                                  |                                                    |
| تأجير الأرحام التجاري للأزواج المثليين من الذكور                                              | (غير قانوني للأزواج المغايرين كذلك) |                                                    |
| السماح للرجال الذين مارسوا الجنس الشرجي التبرع بالدم                                          | [ 76 ]                              |                                                    |